# Dolichopus amphericus
Dolichopus amphericus är en tvåvingeart som beskrevs av Axel Leonard Melander och Charles Thomas Brues 1900. Dolichopus amphericus ingår i släktet Dolichopus och familjen styltflugor. Inga underarter finns listade i Catalogue of Life.